# Grand Prix automobile d'Allemagne 1980
Résultats du Grand Prix d'Allemagne de Formule 1 1980 qui a eu lieu sur le circuit d'Hockenheim le 10 août 1980.

## Classement
| Pos. | No | Pilote                | Écurie          | Tours | Temps/Abandon                     | Grille | Points |
| ---- | -- | --------------------- | --------------- | ----- | --------------------------------- | ------ | ------ |
| 1    | 26 | Jacques Laffite       | Ligier-Ford     | 45    | 1 h 22 min 59 s 73 (220,859 km/h) | 5      | 9      |
| 2    | 28 | Carlos Reutemann      | Williams-Ford   | 45    | + 3 s 19                          | 4      | 6      |
| 3    | 27 | Alan Jones            | Williams-Ford   | 45    | + 43 s 53                         | 1      | 4      |
| 4    | 5  | Nelson Piquet         | Brabham-Ford    | 45    | + 44 s 48                         | 6      | 3      |
| 5    | 23 | Bruno Giacomelli      | Alfa Romeo      | 45    | + 1 min 16 s 49                   | 19     | 2      |
| 6    | 2  | Gilles Villeneuve     | Ferrari         | 45    | + 1 min 28 s 72                   | 16     | 1      |
| 7    | 11 | Mario Andretti        | Lotus-Ford      | 45    | + 1 min 33 s 01                   | 9      |        |
| 8    | 30 | Jochen Mass           | Arrows-Ford     | 45    | + 1 min 47 s 75                   | 17     |        |
| 9    | 29 | Riccardo Patrese      | Arrows-Ford     | 44    | + 1 tour                          | 10     |        |
| 10   | 4  | Derek Daly            | Tyrrell-Ford    | 44    | + 1 tour                          | 22     |        |
| 11   | 8  | Alain Prost           | McLaren-Ford    | 44    | + 1 tour                          | 14     |        |
| 12   | 9  | Marc Surer            | ATS-Ford        | 44    | + 1 tour                          | 13     |        |
| 13   | 1  | Jody Scheckter        | Ferrari         | 44    | + 1 tour                          | 21     |        |
| 14   | 14 | Jan Lammers           | Ensign-Ford     | 44    | + 1 tour                          | 24     |        |
| 15   | 3  | Jean-Pierre Jarier    | Tyrrell-Ford    | 44    | + 1 tour                          | 23     |        |
| 16   | 12 | Elio De Angelis       | Lotus-Ford      | 43    | Roulement de roue                 | 11     |        |
| Abd. | 7  | John Watson           | McLaren-Ford    | 39    | Moteur                            | 20     |        |
| Abd. | 15 | Jean-Pierre Jabouille | Renault         | 27    | Soupape                           | 2      |        |
| Abd. | 16 | René Arnoux           | Renault         | 26    | Soupape                           | 3      |        |
| Abd. | 31 | Eddie Cheever         | Osella-Ford     | 23    | Boîte de vitesses                 | 18     |        |
| Abd. | 5  | Didier Pironi         | Ligier-Ford     | 18    | Transmission                      | 7      |        |
| Abd. | 20 | Emerson Fittipaldi    | Fittipaldi-Ford | 18    | Châssis                           | 12     |        |
| Abd. | 21 | Keke Rosberg          | Fittipaldi-Ford | 8     | Roulement de roue                 | 8      |        |
| Abd. | 6  | Héctor Rebaque        | Brabham-Ford    | 4     | Boîte de vitesses                 | 15     |        |
| Nq.  | 50 | Rupert Keegan         | Williams-Ford   |       | Non qualifié                      |        |        |
| Nq.  | 10 | Harald Ertl           | ATS-Ford        |       | Non qualifié                      |        |        |

## Pole position et record du tour
- Pole position : Alan Jones en 1 min 45 s 85 (vitesse moyenne : 230,897 km/h).
- Meilleur tour en course : Alan Jones en 1 min 48 s 49 au 43e tour (vitesse moyenne : 225,278 km/h).

## Tours en tête
- Jean-Pierre Jabouille : 26 (1-26)
- Alan Jones : 14 (27-40)
- Jacques Laffite : 5 (41-45)

## Statistiques
- 4e victoire pour Jacques Laffite.
- 6e victoire pour Ligier en tant que constructeur.
- 132e victoire pour Ford-Cosworth en tant que motoriste.